# Vidal blanc
Vidal blanc eller Vidal är en vindruva med franskt ursprung, men som idag är vanligast i Kanada, där den bl.a. används för produktion av isviner. Druvsorten skapades på 1930-talet i Charente ("Cognac-distriktet") av Jean-Louis Vidal genom korsning av Vitis vinifera-druvan Ugni blanc med hybriddruvan Rayon d'Or. Vidal blanc är således en hybriddruva. Vidal blanc uppskattas för att den är vinterhärdig.
Vidal blanc odlas även i Sverige, och Blaxsta vingård har tillverkat ett prisbelönt Vidal Ice Wine.